# Renzoku Manga Shōsetsu Asadora!
Asadora! (連続漫画小説 あさドラ！ Renzoku Manga Shōsetsu Asadora!?, "Serial Manga Novel Asadora!") es un manga japonés escrito e ilustrado por Naoki Urasawa. Ha sido serializado en la revista Big Comic Spirits de Shogakukan desde octubre del 2018, siendo recopilado en un total de nueve volúmentes tankōbon a fecha de noviembre del 2024. En Norteamérica se encuentra licenciado al inglés por Viz Media.

## Trasfondo
La sensación de satisfacción que sintió Urasawa después de hacer todos los fondos y los tonos en el cuento It's a Beautiful Day le llevó a hacer gran parte del trabajo de lo que posteriormente fue Asadora, además de servir de inspiración para la ilustración del personaje principal.

## Lista de volúmenes
Para noviembre del 2024, la serie ha sido recopilada en un total de 9 tankōbon.
| Volúmenes de manga publicados | Volúmenes de manga publicados | Volúmenes de manga publicados |
| Número                        | Fecha de lanzamiento          | ISBN                          |
| ----------------------------- | ----------------------------- | ----------------------------- |
| 1                             | 29 de marzo de 2019           | ISBN 978-4-09-860278-0        |
| 2                             | 30 de septiembre de 2019      | ISBN 978-4-09-860433-3        |
| 3                             | 28 de febrero de 2020         | ISBN 978-4-09-860587-3        |
| 4                             | 28 de agosto de 2020          | ISBN 978-4-09-860738-9        |
| 5                             | 30 de abril de 2021           | ISBN 978-4-09-861078-5        |
| 6                             | 28 de diciembre de 2021       | ISBN 978-4-09-861231-4        |
| 7                             | 30 de noviembre de 2022       | ISBN 978-4-09-861546-9        |
| 8                             | 27 de diciembre de 2023       | ISBN 978-4-09-862669-4        |
| 9                             | 28 de noviembre de 2024       | ISBN 978-4-09-863132-2        |

## Recepción
Asadora! ha sido nominada para el premio Young Adults Best Comics en su versión número 48 en el Angoulême International Comics Festival del año 2021. Durante ese mismo año, la serie también fue nominada para el Premio Harvey en la categoría de mejor manga.
Rebecca Silverman de Anime News Network le dio una nota A- al primer volumen, escribiendo: "(...) Este es un trabajo muy solido. Asa es el tipo de heroína a la que es fácil apoyar". Reuben Baron de Comic Book Resources dijo, "Como obra de ficción histórica, Asadora! resulta tan convincente que casi nos toma por sorpresa cuando los elementos de ciencia ficción vuelven a aparecer en las dos últimas páginas del libro."